# 유럽 공과 대학

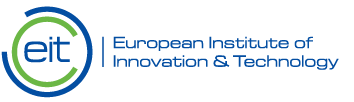

유럽 공과 대학(European Institute of Innovation and Technology, EIT)은 법인이 있는 유럽 연합의 독립 단체이자 연구기관이다. 2008년에 유럽의 혁신 능력을 강화시키기 위해 설립되었다. EU의 연구 기술 개발을 위한 프레임워크 계획인 호라이즌 2020의 중요한 부분이다.
유럽 연합 부다페스트에 본사가 있으며 그 외 여러 유럽 국가들에 사무소를 두고 있다.

## EIT 이노베이션 커뮤니티
- EIT Climate-KIC: 기후 혁신
- EIT Digital: 디지털 강화
- EIT Food: 음식 공급 문제 해결
- EIT Health: 건강한 삶
- EIT InnoEnergy: 에너지
- EIT Manufacturing: 제조
- EIT RawMaterials: 원자재
- EIT Urban Mobility: 교통

## 같이 보기
- 유럽 투자은행
- 유럽 연합 지식재산권 사무소